# Baronía de Senaller y Gramenet

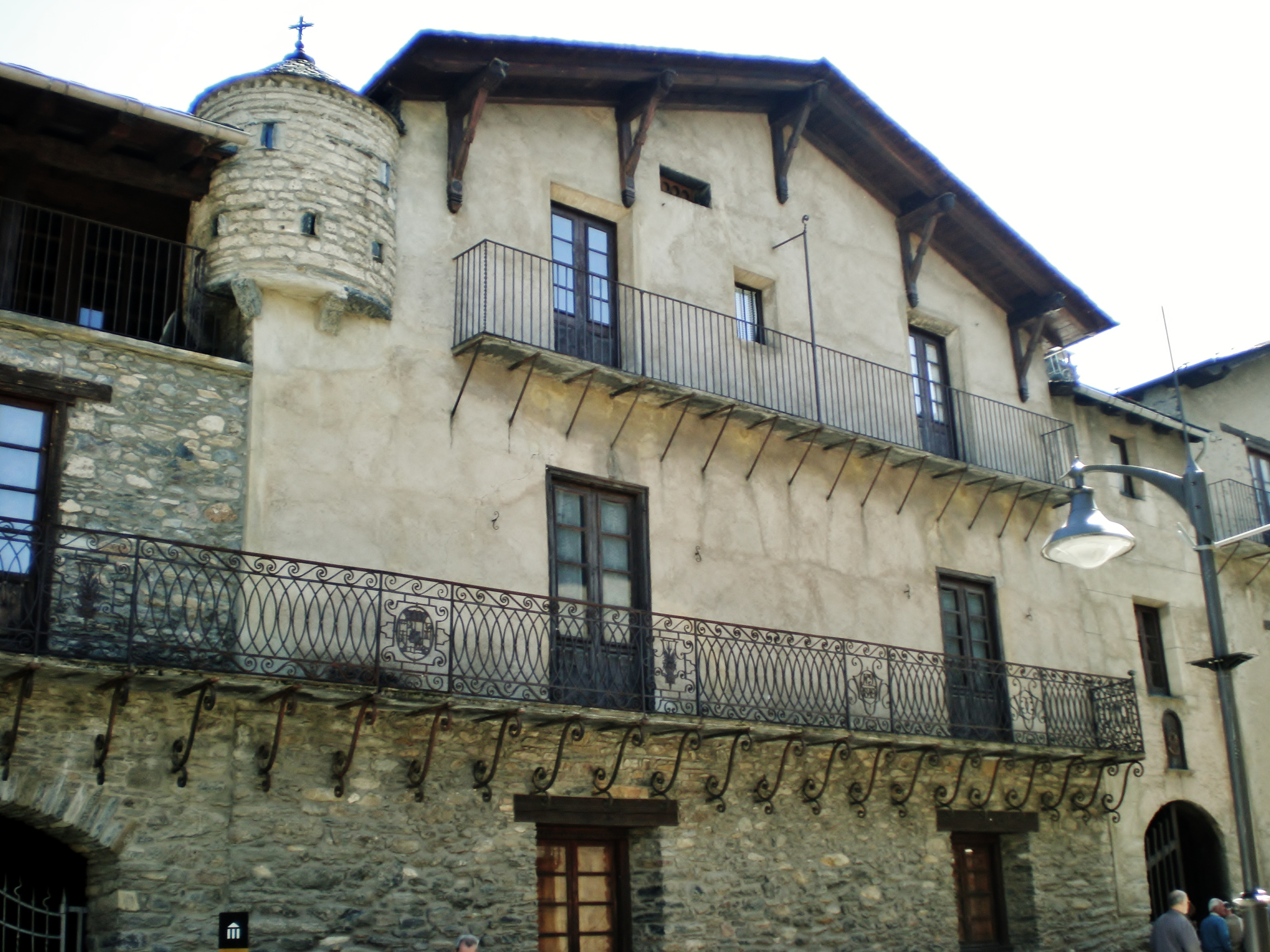
Museo Casa de Areny-Plandolit, en Andorra.

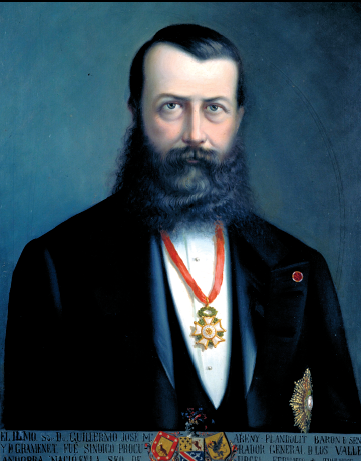
Guillermo de Plandolit y de Areny, iii barón de Senaller i Gramenet

La baronía de Senaller i Gramenet es un título nobiliario español creado el 5 de octubre de 1803 por el rey Carlos IV a favor de Antonio de Senaller y Jordana, de familia andorrana de antiguo linaje.
Destacado fue su bisnieto, Guillem d'Areny-Plandolit (1822-1876), de la casa Areny-Plandolit, quien encabezó el proceso de reforma de las instituciones andorranas —desembocado en la Constitución de 1866—, siendo él el primer Síndico general de Andorra. Su linaje se encuentra documentado por primera vez en el siglo X (el 4 de julio de 931), en el escrito de consagración de la Iglesia de San Genís de La Ametlla por parte del obispo Teoderico de Barcelona, donde encontramos a su antepasado Arnaldi Miron de Plandaulito (en catalán: Arnau Mir de Plandolit).

## Barones de Senaller y Gramenet
|                                  | Titular                                   | Periodo                |
| Creación por Carlos IV           | Creación por Carlos IV                    | Creación por Carlos IV |
| -------------------------------- | ----------------------------------------- | ---------------------- |
| i                                | Antonio de Senaller y Jordana             | 1803-?                 |
| ii                               | María Senaller y Gramenet                 |                        |
| iii                              | Guillermo de Plandolit y de Areny         | 1851-1876              |
| Rehabilitación por Juan Carlos I |                                           |                        |
| iv                               | Joaquim Onyós de Plandolit i Serrabou     | 1985-2000              |
| v                                | Josep María Onyós de Plandolit i Serrabou | 2000- actualidad       |

## Historia de los Barones de Senaller i Gramenet
- Antonio de Senaller y Jordana (1746-1819),[4] i barón de Senaller y Gramenet.

Le sucedió su hija:
- María Senaller y Gramenet, ii baronesa de Senaller y Gramenet.

Le sucedió su nieto:
- Guillermo de Plandolit y de Areny (1822-1876), iii barón de Senaller y Gramenet.

Era hijo de José de Plandolit de Targarona y Pons y de María-Rosa de Areny y de Senaller, hija de la ii baronesa de Senaller y Gramenet, pubilla de la casa de "Don Guillem d'Ordino" y de la noble familia Senaller de Pujol y Carlania de Monrós.
El rey Juan Carlos I rehabilita el título en fecha 17 de julio de 1985, reconociendo el derecho a:
- Joaquín Onyós de Plandolit i Serrabou (1929-2000), iv barón de Senaller y Gramenet.

Sin descendientes. Le sucedió su hermano:
- Josep María Onyós de Plandolit i Serrabou, v barón de Senaller y Gramenet.

Actual titular.